# Commandant Saint-Barth
Production
Diffusion
Commandant Saint-Barth est une série télévisée franco-belge réalisée par Denis Thybaud d'après un scénario d'Anouk Filippini et Hugo Nathan-Murat, et diffusée pour la première fois en Belgique le 10 novembre 2024 sur La Une, en Suisse sur la RTS Un le 17 novembre 2024 et en France le 21 novembre 2024 sur TF1.
Cette série policière est une coproduction de Federation Studio France, TF1, Be-FILMS et la RTBF (télévision belge), réalisée avec le soutien de la région Guadeloupe.

## Distribution principale
- Florent Peyre : commandant Gabriel Saint-Barthélémy, dit Saint-Barth
- Philypa Phoenix : George Mondésir
- Yannig Samot : Auguste Ventura
- Joyce Bibring : Maître Avril Rosier
- Margot Heckmann : Lou Rosier
- Roxane Bret : Charlie Koster
- Nathanaël Beausivoir : Théo Solveg
- Matthias Van Khache : Clothaire Rosier
- Clarisse Lohni-Botte : Déborah Cazaux
- Élodie Frenck : Diane Baccara

## Production

### Genèse et développement
La série est créée et écrite par Anouk Filippini et Hugo Nathan-Murat, et réalisée par Denis Thybaud,,,.

### Tournage
Le tournage de la série a lieu pour 4 mois, à partir du 29 janvier 2024, à Sainte-Anne sur l'île de Grande-Terre (Guadeloupe),.

### Fiche technique
Sauf indication contraire, les informations mentionnées dans cette section peuvent être confirmées par la base de données cinématographiques Allociné,  présente dans la section « Liens externes ».
- Titre français : Commandant Saint-Barth
- Genre : Comédie policière[1]
- Production : Thierry Sorel et Emmanuel Mélédo[1]
- Sociétés de production : Federation Studios France, TF1, Be-FILMS et la RTBF[1]
- Réalisation : Denis Thybaud[1],[6],[2],[3],[4]
- Scénario : Anouk Filippini et Hugo Nathan-Murat[1],[2],[3],[4]
- Musique : Arno Alyvan et Claire Denamur
- Décors : Christophe Thiollier
- Costumes : Nadia Chmilewsky
- Photographie : Michel Taburiaux[6]
- Son : Pierre-Antoine Coutant
- Montage : Marion Personnaz, Brian Schmitt
- Pays de production :  France,  Belgique
- Langue originale : français
- Format : couleur
- Nombre de saisons : 1
- Nombre d'épisodes : 6
- Durée : 52 minutes
- Dates de première diffusion :
  - Belgique : 10 novembre 2024 sur La Une[7]
  - France : 21 novembre 2024 sur TF1[8]

## Épisodes
Sauf indication contraire, les informations mentionnées dans cette section peuvent être confirmées par la base de données cinématographiques Allociné,  présente dans la section « Liens externes ».

### Épisode 1:Le mystère du cocotier vert
- Belgique : 10 novembre 2024 sur La Une
- France : 21 novembre 2024 sur TF1

- Oscar Copp : Mathieu Babin
- Étienne Diallo : Kaïto Mendes
- Yanisse Mahmoudi : Many
- Lizzie Laurent : Tina Bellance

### Épisode 2:Le mystère du gorille orange
- Belgique : 10 novembre 2024 sur La Une
- France : 21 novembre 2024 sur TF1

- Sohée Monthieux : Ingrid Sonberg
- Teddy Jean-Charles : Vincent Guérin
- Clémence Thioly : Marlène Filbert
- Julien Crampon : Diego Vasseur
- Juliette Delacroix : Linda Delgado

### Épisode 3:Le mystère de la cage rouillée
- Belgique : 17 novembre 2024 sur La Une
- France : 28 novembre 2024 sur TF1

- Anne Loiret : Élisabeth Van Den Breck
- Wendy Nieto : Daphné Bontemps
- Joël Jernidier : Marcus Rinsky

### Épisode 4:Le mystère du red cabriolet
- Belgique : 17 novembre 2024 sur La Une
- France : 28 novembre 2024 sur TF1

- Anaëlle Guimbi : Kelly Qualy
- Élodie Varlet : Christel Venaud
- Otis Ngoi : Dr Lionel Valadier
- Hector Langevin : Olivier de Nigelle / Éric Ciboure
- Manöelle Gaillard : Madame de Nigelle

### Épisode 5:Le mystère du parachute doré
- Belgique : 24 novembre 2024 sur La Une
- France : 5 décembre 2024 sur TF1

- Gilles Mineas : Lucas Strehler
- Karen Geoffroy : Anaïs Sérac
- Philippe Corti : Manu Argani
- Rani Bheemuck : Indira Prasad / Jane Anderson

### Épisode 6:Le mystère de l'espadon pâlichon
- Belgique : 24 novembre 2024 sur La Une
- France : 5 décembre 2024 sur TF1

- Eurydice Coussot : Virginie Delgust
- Manec Verdier : Zach O'Neil
- Frédéric Epaud : M. O'Neil
- Pascale Elouin : Madame Jaquelin
- Laura Cuvillier : Lani Delgust

## Accueil

### Audiences et diffusion

#### En Belgique
En Belgique, la série est diffusée le dimanche à 20 h 50 sur La Une par salve de deux épisodes du 10 au 24 novembre 2024.
| Épisode              | Diffusion                 | Diffusion            | Audience moyenne          | Audience moyenne | Réf.   |
| Épisode              | Jour                      | Horaire              | Nombre de téléspectateurs | Classement       | Réf.   |
| -------------------- | ------------------------- | -------------------- | ------------------------- | ---------------- | ------ |
| 1                    | Dimanche 10 novembre 2024 | 20 h 50 - 21 h 50    | 255 550                   | 2e               | [ 9 ]  |
| 2                    | Dimanche 10 novembre 2024 | 21 h 50 - 22 h 50    | 255 550                   | 2e               | [ 9 ]  |
| 3                    | Dimanche 17 novembre 2024 | 20 h 50 - 21 h 50    | 255 263                   | 2e               | [ 10 ] |
| 4                    | Dimanche 17 novembre 2024 | 21 h 50 - 22 h 50    | 255 263                   | 2e               | [ 10 ] |
| 5                    | Dimanche 24 novembre 2024 | 20 h 50 - 21 h 50    | 282 531                   | 2e               | [ 11 ] |
| 6                    | Dimanche 24 novembre 2024 | 21 h 50 - 22 h 50    | 282 531                   | 2e               | [ 11 ] |
|                      |                           |                      |                           |                  |        |
| Moyenne de la saison | Moyenne de la saison      | Moyenne de la saison | 264 448                   |                  |        |

- Les plus hauts chiffres d'audience
- Les plus bas chiffres d'audience

#### En France
En France, la série est diffusée le jeudi à 21 h 10 sur TF1 par salve de deux épisodes du 21 novembre au 5 décembre 2024.
| Épisode              | Diffusion              | Diffusion            | Audience moyenne          | Audience moyenne                       | Audience moyenne         | Audience moyenne | Réf.   |
| Épisode              | Jour                   | Horaire              | Nombre de téléspectateurs | Part de marché (sur les 4 ans et plus) | Part de marché (FRDA-50) | Classement       | Réf.   |
| -------------------- | ---------------------- | -------------------- | ------------------------- | -------------------------------------- | ------------------------ | ---------------- | ------ |
| 1                    | Jeudi 21 novembre 2024 | 21 h 10 - 22 h 10    | 4 080 000                 | 20,7 %                                 | 19,3 %                   | 1er              | [ 12 ] |
| 2                    | Jeudi 21 novembre 2024 | 22 h 10 - 23 h 15    | 2 960 000                 | 19,3 %                                 | 19,3 %                   | 1er              | [ 12 ] |
| 3                    | Jeudi 28 novembre 2024 | 21 h 10 - 22 h 10    | 3 220 000                 | 16,9 %                                 | 20,5 %                   | 1er              | [ 13 ] |
| 4                    | Jeudi 28 novembre 2024 | 22 h 10 - 23 h 15    | 2 450 000                 | 16,8 %                                 | 20,5 %                   | 1er              | [ 13 ] |
| 5                    | Jeudi 5 décembre 2024  | 21 h 10 - 22 h 10    | 2 850 000                 | 14,7 %                                 | 15,8 %                   | 2e               | [ 14 ] |
| 6                    | Jeudi 5 décembre 2024  | 22 h 10 - 23 h 15    | 2 300 000                 | 15,1 %                                 | 15,8 %                   | 2e               | [ 14 ] |
|                      |                        |                      |                           |                                        |                          |                  |        |
| Moyenne de la saison | Moyenne de la saison   | Moyenne de la saison | 2 980 000                 | 17,3 %                                 | 18,5 %                   |                  | [ 15 ] |

- Les plus hauts chiffres d'audience
- Les plus bas chiffres d'audience